# Поньо, Огюстен Матата
Огюстен Матата Поньо Мапон (фр. Augustin Matata Ponyo Mapon; род. 5 июня 1964, Кинду, Демократическая Республика Конго) — премьер-министр Демократической Республики Конго с 18 апреля 2012 года по 17 ноября 2016 года.

## Биография
Окончил экономический факультет Киншасского университета, в котором позднее работал ассистентом. В качестве экономиста работал в Центральном банке Конго (Banque Centrale du Congo). В 2001 году начал работу в Центральном координационном бюро (Bureau Central de Coordination, BCECO), которое занимается управлением иностранными инвестициями. В 2003—2010 годах был его руководителем.
19 февраля 2010 года занял пост министра финансов в правительстве Адольфа Музито. Во время реконструкции кабинета 11 сентября 2011 года сохранил за собой эту должность. Как министр в июле 2010 года добился аннулирования конголезского иностранного долга в размере 12,3 млрд $. В 2012 году ввёл в стране НДС, что, однако, вызвало всплеск инфляции. 12 февраля 2012 года выжил в авиационной катастрофе в Букаву, в которой погибли 6 человек.
18 апреля 2012 года был назначен президентом ДРК Жозефом Кабилой новым руководителем правительства. Занимал этот пост до ноября 2016 года.
В июле 2021 года был помещён под временный домашний арест по обвинению в хищении средств, предназначенных для выплаты компенсаций жертвам «заирианизации».
25 октября 2021 года Матата Поньо предстанет перед Конституционным судом за хищение государственных средств по делу Буканга Лонзо..
15 ноября 2021 года судья Конституционного суда объявил, что Конституционный суд признал себя некомпетентным судить Огюстена Матата Поньо и двух других подсудимых. Таким образом, дело в данной юрисдикции закрыто.